# Alfabeto lettone

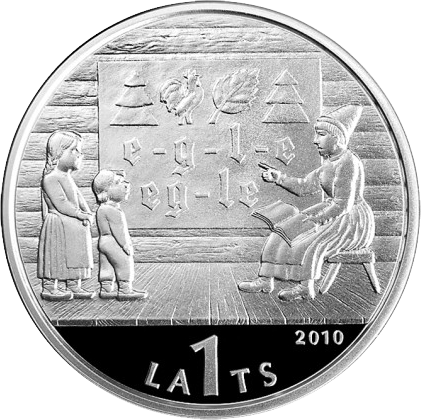
Moneta da 1 Lats dedicata all'alfabeto lettone

L'alfabeto lettone è l'alfabeto utilizzato per la scrittura della lingua lettone.
È costituito da 33 lettere, 22 delle quali mutuate dall'alfabeto latino, mentre le rimanenti 11 sono ottenute dall'alfabeto latino ma modificate con segni diacritici per esprimere suoni specifici della lingua lettone:
Minuscolo: a, ā, b, c, č, d, e, ē, f, g, ģ, h, i, ī, j, k, ķ, l, ļ, m, n, ņ, o, p, r, s, š, t, u, ū, v, z, ž
Maiuscolo: A, Ā, B, C, Č, D, E, Ē, F, G, Ģ, H, I, Ī, J, K, Ķ, L, Ļ, M, N, Ņ, O, P, R, S, Š, T, U, Ū, V, Z, Ž

## Storia
Storicamente le lettere CH, Ō e Ŗ erano usate dall'alfabeto lettone. A partire dal 5 giugno 1946 la Repubblica socialista sovietica lettone approvò una legge con la quale veniva sostituita la Ŗ con R. Similmente è accaduto per la CH sostituita da H e per la Ō sostituita con O. Le lettere CH, Ō e Ŗ sono comunque state utilizzate dalle comunità lettoni all'estero che non hanno riconosciuto i provvedimenti legislativi della repubblica socialista.

## L'alfabeto
| Lettera | Nome     | IPA        | Lettera | Name     | IPA             |
| ------- | -------- | ---------- | ------- | -------- | --------------- |
| A, a    | a        | [ɑ]        | Ķ, ķ    | ķē       | [c],[ɕ]         |
| Ā, ā    | garais ā | [ɑː]       | L, l    | el       | [l]             |
| B, b    | bē       | [b]        | Ļ, ļ    | eļ       | [ʎ]             |
| C, c    | cē       | [ʦ]        | M, m    | em       | [m]             |
| Č, č    | čē       | [ʧ]        | N, n    | en       | [n], [ŋ]        |
| D, d    | dē       | [d]        | Ņ, ņ    | eņ       | [ɲ]             |
| E, e    | e        | [e], [æ]   | O, o    | o        | [ua̯], [o], [oː] |
| Ē, ē    | garais ē | [eː], [æː] | P, p    | pē       | [p]             |
| F, f    | ef       | [f]        | R, r    | er       | [r]             |
| G, g    | gā       | [ɡ]        | S, s    | es       | [s]             |
| Ģ, ģ    | ģē       | [ɟ]        | Š, š    | eš       | [ʃ]             |
| H, h    | hā       | [x], [h]   | T, t    | tē       | [t]             |
| I, i    | i        | [i]        | U, u    | u        | [u]             |
| Ī, ī    | garais ī | [iː]       | Ū, ū    | garais ū | [uː]            |
| J, j    | jē       | [j]        | V, v    | vē       | [v]             |
| K, k    | kā       | [k]        | Z, z    | zē       | [z]             |
| Ž, ž    | žē       | [ʒ]        |         |          |                 |